# Lijst van woestijnen
Deze pagina bevat een lijst van woestijnen in de wereld gesorteerd op continent.

## Afrika
- Kalahari
- Danakilwoestijn
- Libische woestijn
- Namibwoestijn
- Nubische woestijn
- Oostelijke Woestijn of Arabische Woestijn
- Sahara

## Azië
- Dasht-e Lut
- Gobiwoestijn
- Grote Arabische Woestijn
- Grote Zoutwoestijn
- Karakum
- Kyzylkum
- Rub al-Khali
- Negev
- Ordoswoestijn
- Sinaïwoestijn
- Syrische Woestijn
- Taklamakanwoestijn
- Tharwoestijn
- Woestijn van Judea

## Australië
- Gibsonwoestijn
- Grote Victoriawoestijn
- Grote Zandwoestijn
- Kleine Zandwoestijn
- Simpsonwoestijn
- Tanamiwoestijn
- Tirariwoestijn

## Noord-Amerika
- Amargosawoestijn
- Black Rock Desert
- Chihuahuawoestijn
- Coloradowoestijn
- Grote Bekken
- Nevadawoestijn
- Mojavewoestijn
- Oregon high desert
- Painted Desert
- Sonorawoestijn

## Zuid-Amerika
- Atacamawoestijn - Chili
- La Guajira-woestijn - Colombia
- Montewoestijn - Argentinië
- Patagonische woestijn - Argentinië, Chili
- Sechurawoestijn - Peru
- Tatacoa-woestijn - Colombia

## Europa
- Tabernaswoestijn
- Pobiti Kamani, een rotswoestijn in Bulgarije
- Ódáðahraun, een koude lavawoestijn in IJsland
- Sprengisandur, een desolate hoogvlakte in IJsland
- Désert des Agriates (150 km²) op Corsica

## Antarctica
- Antarctica (poolwoestijn)
- De Droge Valleien van McMurdo, 's werelds meest extreme poolwoestijn